# Jean-François Bérubé
Pour les articles homonymes, voir Bérubé.
Jean-François Bérubé (né le 13 juillet 1991 à Repentigny au Québec) est un joueur canadien de hockey sur glace. Il est gardien de but.

## Biographie
Jean-François Bérubé commence sa carrière junior avec les Vikings des Laurentides dans la Ligue de hockey junior AAA du Québec, où il joue pendant un an. À la suite de cela, il réalise un essai avec le Club de hockey junior de Montréal pour la saison 2008-2009. À la fin de cette saison, il est repêché au 95e rang par les Kings de Los Angeles lors du repêchage d'entrée dans la LNH 2009. Dès l'année suivante, il joue trois matchs avec les Monarchs de Manchester, club-école des Kings en Ligue américaine de hockey. Sa carrière junior se finit en 2011. Il détient à ce moment le record du club pour le nombre de victoires avec 55 victoires, record qui tient jusqu'au 29 novembre 2012, alors qu'Étienne Marcoux remporte un 56e succès avec le club dorénavant dénommé Armada de Blainville-Boisbriand.
Il entame réellement sa carrière professionnelle avec les Monarchs, en LAH, et le Reign d'Ontario, en ECHL, lors de la saison 2011-2012.
Le 21 juin 2017, il est repêché par les Golden Knights de Vegas lors du repêchage d'expansion de la LNH 2017. Cette transaction est suivie par un nouvel échange le 1er juillet 2017 au Blackhawks de Chicago qui le signe pour un contrat de deux ans en tant qu'agent libre. Bérubé partage sa saison 2017-2018 entre le club de LNH et son club affilié en LAH les IceHogs de Rockford.
Le 27 juin 2018, il est échangé aux Blue Jackets de Columbus en retour de l'attaquant Jordan Schroeder.
Le 1er juillet 2019, il signe un contrat de 1 an à deux volets avec les Flyers de Philadelphie. Il prend part au camp d'entraînement des Flyers, mais est retranché et assigné au club-école de l'équipe dans la LAH, les Phantoms de Lehigh Valley, avant le début de la saison 2019-2020. Pour donner plus de temps de jeu à leurs jeunes gardiens, les Flyers décident de l'échanger aux Rangers de New York en retour de considérations futures, le 19 février 2020.

## Statistiques
| Saison     | Équipe                     | Ligue      |                   | Saison régulière  | Saison régulière  | Saison régulière  | Saison régulière  | Saison régulière  | Saison régulière  | Saison régulière  | Saison régulière  | Saison régulière  | Saison régulière  |                   | Séries éliminatoires | Séries éliminatoires | Séries éliminatoires | Séries éliminatoires | Séries éliminatoires | Séries éliminatoires | Séries éliminatoires | Séries éliminatoires | Séries éliminatoires |
| Saison     | Équipe                     | Ligue      | PJ                | V                 | D                 | Pr/N              | Min               | BC                | Moy               | % Arr             | Bl                | Pun               | PJ                | V                 | D                    | Min                  | BC                   | Moy                  | % Arr                | Bl                   | Pun                  |                      |                      |
| 2007-2008  | Vikings des Laurentides    | QAAA       | 10                | 0                 | 6                 | 1                 | 511               | 35                | 4,11              |                   | 0                 |                   | -                 | -                 | -                    | -                    | -                    | -                    | -                    | -                    | -                    |                      |                      |
| 2008-2009  | Junior de Montréal         | LHJMQ      | 20                | 6                 | 7                 | 2                 | 1 059             | 47                | 2,66              | 90,7              | 1                 | 0                 | 1                 | 0                 | 0                    | 20                   | 1                    | 3                    | 96,7                 | 0                    | 0                    |                      |                      |
| 2009-2010  | Junior de Montréal         | LHJMQ      | 45                | 17                | 23                | 0                 | 2 393             | 121               | 3,03              | 89,7              | 1                 | 0                 | 7                 | 3                 | 4                    | 449                  | 18                   | 2,4                  | 91                   | 0                    | 0                    |                      |                      |
| 2009-2010  | Monarchs de Manchester     | LAH        | 3                 | 2                 | 1                 | 0                 | 180               | 11                | 3,67              | 85,5              | 0                 | 0                 | -                 | -                 | -                    | -                    | -                    | -                    | -                    | -                    | -                    |                      |                      |
| 2010-2011  | Juniors de Montréal        | LHJMQ      | 50                | 32                | 7                 | 8                 | 2 935             | 127               | 2,6               | 90,2              | 3                 | 0                 | 10                | 6                 | 4                    | 623                  | 29                   | 2,79                 | 90,1                 | 2                    | 0                    |                      |                      |
| 2011-2012  | Reign de l'Ontario         | ECHL       | 37                | 17                | 13                | 4                 | 2 091             | 100               | 2,87              | 90,7              | 4                 | 15                | 4                 | 1                 | 2                    | 206                  | 11                   | 3,2                  | 87,8                 | 0                    | 0                    |                      |                      |
| 2012-2013  | Reign de l'Ontario         | ECHL       | 24                | 15                | 6                 | 2                 | 1 418             | 53                | 2,24              | 91                | 1                 | 0                 | 10                | 6                 | 4                    | 608                  | 21                   | 2,07                 | 91,4                 | 1                    | 0                    |                      |                      |
| 2012-2013  | Monarchs de Manchester     | LAH        | 2                 | 0                 | 2                 | 0                 | 97                | 7                 | 4,32              | 87                | 0                 | 0                 | -                 | -                 | -                    | -                    | -                    | -                    | -                    | -                    | -                    |                      |                      |
| 2013-2014  | Monarchs de Manchester     | LAH        | 48                | 28                | 17                | 2                 | 2 790             | 110               | 2,37              | 91,3              | 3                 | 4                 | 4                 | 1                 | 3                    | 252                  | 7                    | 1,67                 | 93,6                 | 1                    | 0                    |                      |                      |
| 2014-2015  | Monarchs de Manchester     | LAH        | 52                | 37                | 9                 | 4                 | 3 025             | 110               | 2,18              | 91,3              | 2                 | 0                 | 17                | 13                | 3                    | 1 019                | 39                   | 2,3                  | 89,8                 | 0                    | 0                    |                      |                      |
| 2015-2016  | Islanders de New York      | LNH        | 7                 | 3                 | 2                 | 1                 | 396               | 18                | 2,71              | 91,4              | 0                 | 0                 | 1                 | 0                 | 0                    | 5                    | 0                    | 0                    | 100                  | 0                    | 0                    |                      |                      |
| 2015-2016  | Sound Tigers de Bridgeport | LAH        | 5                 | 4                 | 1                 | 0                 | 287               | 6                 | 1,25              | 96                | 1                 | 0                 | -                 | -                 | -                    | -                    | -                    | -                    | -                    | -                    | -                    |                      |                      |
| 2016-2017  | Islanders de New York      | LNH        | 14                | 3                 | 2                 | 2                 | 532               | 30                | 3,42              | 88,9              | 0                 | 0                 | -                 | -                 | -                    | -                    | -                    | -                    | -                    | -                    | -                    |                      |                      |
| 2017-2018  | IceHogs de Rockford        | LAH        | 15                | 7                 | 8                 | 0                 | 834               | 33                | 2,37              | 92                | 2                 | 0                 | -                 | -                 | -                    | -                    | -                    | -                    | -                    | -                    |                      |                      |                      |
| 2017-2018  | Blackhawks de Chicago      | LNH        | 13                | 3                 | 6                 | 1                 | 668               | 42                | 3,78              | 89,4              | 0                 | 0                 | -                 | -                 | -                    | -                    | -                    | -                    | -                    | -                    | -                    |                      |                      |
| 2018-2019  | Monsters de Cleveland      | LAH        | 43                | 21                | 22                | 0                 | 2 472             | 124               | 3,01              | 89,6              | 0                 | 4                 | -                 | -                 | -                    | -                    | -                    | -                    | -                    | -                    |                      |                      |                      |
| 2019-2020  | Phantoms de Lehigh Valley  | LAH        | 29                |                   |                   |                   |                   |                   | 2,56              | 90,6              |                   |                   | -                 | -                 | -                    | -                    | -                    | -                    | -                    | -                    | -                    |                      |                      |
| 2019-2020  | Wolf Pack de Hartford      | LAH        | 7                 |                   |                   |                   |                   |                   | 2,83              | 88,4              |                   |                   | -                 | -                 | -                    | -                    | -                    | -                    | -                    | -                    | -                    |                      |                      |
| 2020-2021  | Reign d’Ontario            | LAH        | 19                | 7                 | 9                 | 2                 |                   |                   | 3,39              | 88,5              | 0                 |                   | -                 | -                 | -                    | -                    | -                    | -                    | -                    | -                    | -                    |                      |                      |
| 2021-2022  | Monsters de Cleveland      | LAH        | Saison en cours ? | Saison en cours ? | Saison en cours ? | Saison en cours ? | Saison en cours ? | Saison en cours ? | Saison en cours ? | Saison en cours ? | Saison en cours ? | Saison en cours ? | Saison en cours ? | Saison en cours ? | Saison en cours ?    | Saison en cours ?    | Saison en cours ?    | Saison en cours ?    | Saison en cours ?    | Saison en cours ?    | Saison en cours ?    | Saison en cours ?    |                      |
| Totaux LNH | Totaux LNH                 | Totaux LNH | 21                | 6                 | 4                 | 3                 | 481               | 48                | 3,11              | 90                | 0                 | 0                 | 1                 | 0                 | 0                    | 5                    | 0                    | 0                    | 100                  | 0                    | 0                    |                      |                      |